# Pont-de-Veyle
Pont-de-Veyle és un municipi francès situat al departament de l'Ain i a la regió d'Alvèrnia-Roine-Alps. L'any 2007 tenia 1.496 habitants.

## Demografia

### Població
El 2007 la població de fet de Pont-de-Veyle era de 1.496 persones. Hi havia 632 famílies de les quals 252 eren unipersonals (132 homes vivint sols i 120 dones vivint soles), 152 parelles sense fills, 140 parelles amb fills i 88 famílies monoparentals amb fills.
La població ha evolucionat segons el següent gràfic:
Habitants censats

### Habitatges
El 2007 hi havia 709 habitatges, 643 eren l'habitatge principal de la família, 16 eren segones residències i 50 estaven desocupats. 297 eren cases i 412 eren apartaments. Dels 643 habitatges principals, 227 estaven ocupats pels seus propietaris, 394 estaven llogats i ocupats pels llogaters i 21 estaven cedits a títol gratuït; 19 tenien una cambra, 101 en tenien dues, 165 en tenien tres, 192 en tenien quatre i 167 en tenien cinc o més. 404 habitatges disposaven pel capbaix d'una plaça de pàrquing. A 364 habitatges hi havia un automòbil i a 201 n'hi havia dos o més.

### Piràmide de població
La piràmide de població per edats i sexe el 2009 era:
| Homes | Edats   | Dones |
| ----- | ------- | ----- |
| 4     | 95 o +  | 20    |
| 16    | 90 a 94 | 32    |
| 16    | 85 a 89 | 36    |
| 4     | 80 a 84 | 24    |
| 20    | 75 a 79 | 28    |
| 20    | 70 a 74 | 52    |
| 12    | 65 a 69 | 16    |
| 36    | 60 a 64 | 44    |
| 20    | 55 a 59 | 20    |
| 28    | 50 a 54 | 20    |
| 44    | 45 a 49 | 28    |
| 48    | 40 a 44 | 48    |
| 68    | 35 a 39 | 44    |
| 60    | 30 a 34 | 92    |
| 44    | 25 a 29 | 64    |
| 72    | 20 a 24 | 44    |
| 80    | 15 a 19 | 28    |
| 40    | 10 a 14 | 24    |
| 52    | 5 a 9   | 56    |
| 44    | 0 a 4   | 36    |

## Economia
El 2007 la població en edat de treballar era de 948 persones, 733 eren actives i 215 eren inactives. De les 733 persones actives 673 estaven ocupades (377 homes i 296 dones) i 60 estaven aturades (25 homes i 35 dones). De les 215 persones inactives 83 estaven jubilades, 63 estaven estudiant i 69 estaven classificades com a «altres inactius».

### Ingressos
El 2009 a Pont-de-Veyle hi havia 640 unitats fiscals que integraven 1.337 persones, la mediana anual d'ingressos fiscals per persona era de 16.837 €.

### Activitats econòmiques
Dels 82 establiments que hi havia el 2007, 6 eren d'empreses alimentàries, 2 d'empreses de fabricació d'altres productes industrials, 8 d'empreses de construcció, 17 d'empreses de comerç i reparació d'automòbils, 4 d'empreses de transport, 5 d'empreses d'hostatgeria i restauració, 5 d'empreses financeres, 2 d'empreses immobiliàries, 5 d'empreses de serveis, 20 d'entitats de l'administració pública i 8 d'empreses classificades com a «altres activitats de serveis».
Dels 19 establiments de servei als particulars que hi havia el 2009, 1 era una oficina d'administració d'Hisenda pública, 1 gendarmeria, 1 oficina de correu, 3 oficines bancàries, 1 funerària, 1 autoescola, 3 guixaires pintors, 2 fusteries, 1 electricista, 3 perruqueries, 1 agència immobiliària i 1 saló de bellesa.
Dels 16 establiments comercials que hi havia el 2009, 1 era una gran superfície de material de bricolatge, 4 fleques, 3 carnisseries, 2 llibreries, 2 botigues de roba, 1 una sabateria, 1 una botiga de material de revestiment de parets i terra i 2 floristeries.
L'any 2000 a Pont-de-Veyle hi havia 4 explotacions agrícoles.

## Equipaments sanitaris i escolars
El 2009 hi havia 1 hospital de tractaments de curta durada, 1 hospital de tractaments de mitja durada (seguiment i rehabilitació), 1 un hospital de tractaments de llarga durada, 1 farmàcia i 1 ambulància.
El 2009 hi havia 1 escola maternal i 1 escola elemental. Pont-de-Veyle disposava d'un col·legi d'educació secundària amb 540 alumnes.

## Poblacions més properes
El següent diagrama mostra les poblacions més properes.